# Rawhide (film, 1926)
Pour les articles homonymes, voir Rawhide.
Pour plus de détails, voir Fiche technique et Distribution.
Rawhide est un film américain réalisé par Richard Thorpe, sorti en 1926.

## Synopsis
Cinq ans après avoir été injustement accusé du meurtre d'un de ses associés, "Rawhide" Rawlins revient incognito à Paradise Hole. Il va réussir à retrouver le vrai coupable et à sauver Nan, une jeune pianiste, d'un kidnapping.

## Fiche technique
- Titre original : Rawhide
- Réalisation : Richard Thorpe
- Scénario : Frank L. Inghram[1]
- Production : Lester F. Scott Jr.
- Société de production : Action Pictures
- Société de distribution : Associated Exhibitors
- Pays de production :  États-Unis
- Langue originale : anglais
- Format : noir et blanc — 35 mm — 1,37:1 — Film muet
- Genre : Western
- Durée : 5 bobines
- Date de sortie :
  - États-Unis : 23 mai 1926

## Distribution
- Jay Wilsey : "Rawhide" Rawlins
- Al Taylor : Jim Reep
- Molly Malone : Nan
- Joe Rickson : Strobel
- Slim Whitaker : "Blackie" Croont
- Harry Todd : "Two Gun"
- Ruth Royce : Queenie
- Lafe McKee : le shérif